# Johan Gastien
Johan Gastien (* 25. Januar 1988 in Niort) ist ein französischer Fußballspieler, der aktuell für Clermont Foot unter seinem Vater Pascal Gastien spielt.

## Karriere
Gastien begann seine fußballerische Ausbildung in seiner Geburtsstadt Niort, bei Chamois Niort, wo er von 1997 bis 2007 ausschließlich in der Jugend spielte. Am 28. März 2008 (30. Spieltag) kam er zu seinem Profidebüt in der Ligue 2, als er bei einem 2:1-Sieg gegen den FC Libourne spät eingewechselt wurde. Dies blieb jedoch sein einziger Saisoneinsatz.  Nach dem Abstieg kam er in der Folgesaison nur zu einem Einsatz in der Coupe de la Ligue. In den Spielzeiten 2010/11 und 2011/12 kam er zu insgesamt 65 Einsätzen und sieben Toren in Frankreichs dritter Liga. Am 14. November 2012 (12. Spieltag, nachgeholt) schoss er bei einem 2:2-Unentschieden gegen den GFC Ajaccio seine ersten beiden Tore im vollwertigen Profibereich und führte seine Mannschaft so zu einem Punkt in jenem Spiel. In der gesamten Saison 2012/13 spielte er für Niort 34 Mal, wobei er viermal treffen konnte.
Im kommenden Sommer wechselte er zum Ligakonkurrenten FCO Dijon, wo er einen Drei-Jahres-Vertrag erhielt. Direkt am ersten Spieltag spielte er bei der 1:3-Niederlage gegen SM Caen das erste Mal und direkt über die volle Spielzeit. Gegen den FC Istres schoss er am 10. Januar 2014 (19. Spieltag) seine ersten beiden Tore für Dijon, als sein Team mit 4:1 gewann. Die damalige Saison beendete er mit sieben Treffern in 30 Ligapartien. In der Saison 2014/15 kam er erneut zu 30 Einsätzen und traf diesmal zweimal. Auch 2015/16 war er Stammspieler im Mittelfeld und spielte 35 Ligapartien. Nach dem Aufstieg des FCO kam er am 27. August 2016 (3. Spieltag) gegen Olympique Lyon zu seinem Debüt in der Ligue 1, nachdem er dort eingewechselt wurde. Bis zur Winterpause 2017 kam er für Dijon in der neuen Spielzeit zu einem Tor in 16 Ligaspielen.
Anschließend verließ er Dijon und wechselte zurück in die zweite Liga zu Stade Brest. Bei einem 1:0-Auswärtssieg gegen den FC Valenciennes am 27. Januar 2017 (22. Spieltag) spielte er das erste Mal für seinen neuen Arbeitgeber. Zweieinhalb Monate später (33. Spieltag) bei einem 3:0-Sieg über seinen Exverein Chamois Niort sein erstes Tor im neuen Trikot. Bis zum Saisonende lief er für Brest insgesamt 16 Mal auf und erzielte dieses eine Tor. In der neuen Spielzeit 2017/18 spielte er lediglich 23 Mal in der Liga und einmal in der Relegation zur Ligue 1, in der man scheiterte.
Daraufhin wechselte er zum Ligakonkurrenten Clermont Foot, wo er, wie schon bei Niort, unter seinem Vater, Pascal Gastien, als Trainer, spielen wird. Bei einer 2:4-Niederlage gegen eben genannten Exklub debütierte er in der Startelf stehend für Clermont. Wettbewerbsübergreifend kam er in der Saison 2018/19 in 37 Spielen zum Einsatz. In der Folgespielzeit 2019/20 spielte er bis zum Ligaabbruch 23 Partien. Am 29. Spieltag der Folgesaison schoss er gegen den SC Amiens sein erstes Tor für Clermont, als sein Team 3:0 gewann. Insgesamt lief er in jener Saison 2020/21 35 Mal in der Ligue 2 auf. Am Ende der Saison stieg der Verein als Tabellenzweiter in die Ligue 1 auf. Am 8. August 2021 (1. Spieltag) spielte er bei einem 2:0-Sieg über Girondins Bordeaux auch für Clermont das erste Mal in der höchsten französischen Spielklasse.

## Erfolge
Chamois Niort
- Aufstieg in die Ligue 2: 2012

FCO Dijon
- Aufstieg in die Ligue 1: 2016

Clermont Foot
- Aufstieg in die Ligue 1: 2021